# Molophilus obliteratus
Molophilus obliteratus är en tvåvingeart som beskrevs av Alexander 1931. Molophilus obliteratus ingår i släktet Molophilus och familjen småharkrankar. Inga underarter finns listade i Catalogue of Life.